# Simbolika
Simbolika (grč. συμβολικός, symbolikos, ono što pripada simbolu ili je vezano za njega) je predstavljanje ideja, pojmova ili osećaja, pomoću ugovorenih znakova — simbola; takođe i skup simbola. Pridev simbolički znači da je nešto slikovito, puno simbolike, ima karakter simbola, simbolizuje. Takođe, nešto nestvarno, nešto što ne predstavlja pravu vrednost, nešto „naoko“, tobožnje.

## Literatura
- Klaić, Bratoljub (1987). Rječnik  stranih  riječi. Zagreb: Nakladni zavod MH.